# Centro tinajero de Lucena

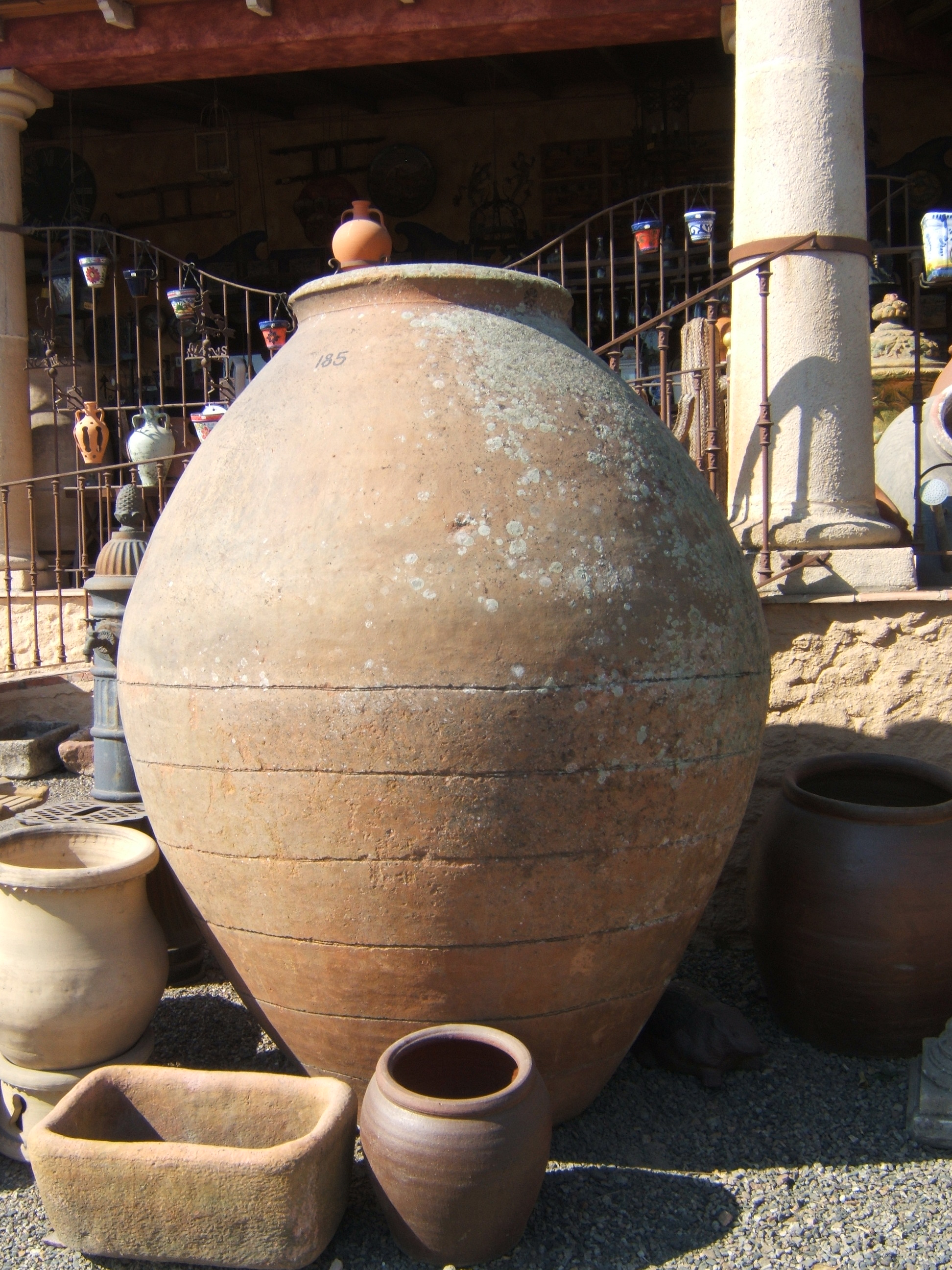
Varios tipos de tinaja en un parador turístico de carretera en 2012, cerca de Guarromán (Jaén, España).

El Centro tinajero de Lucena en la provincia de Córdoba (España) es uno de los núcleos de fabricación con más tradición y de mayor producción de tinajas del ámbito andaluz. Continúa en activo en el primer cuarto del siglo XXI.

## Historia
En el Diccionario geográfico-estadístico-histórico (1846-1850) de Pascual Madoz, se menciona el centro tinajero de Lucena como proveedor para todas las bodegas de Andalucía y se especifica la construcción de ejemplares de 500 a 600 arrobas. Su destino comercial eran las numerosas bodegas, almazaras e industrias dedicadas al aceite, el vino, los vinagres y otros derivados como los aguardientes. Su mejor periodo de producción le llegó con la decadencia o desaparición de otros focos tinajeros importantes (Villarrobledo, Montilla, Cortegana, Castuera, Triana o Úbeda.

## Proceso de fabricación
Es largo y muy variado, y en general coincide con los practicados desde hace siglos en los demás centros tinajeros de España.

### El espacio
Hasta donde se tiene noticia, las tinajerías elisanas estuvieron en el barrio de San Roque, integradas así en el casco urbano y como parte de las casas, patios y corrales de cada alfarero o familia alfarera. Los espacios principales eran la nave del alfar para el modelado y el secado de las piezas; un almacén para el barro, que podía suplirse con la pila formada por media tinaja enterrada a ras del suelo; y, ya al aire libre, el horno y la zona de secado.

### El barro
Tadicionalmente, la materia prima del alfarero lucentino han sido arcillas del entorno de la localidad mezcladas con tosquizo (polvo de ladrillo como desgrasante, para dar fuerza al barro), un poco de sulfuro de plomo del cercano emporio minero de Linares (Jaén) y arena (tierra refractaria en este caso). Según relata Seseña, la mejor arcilla para las tinajas era el barro hondo, mientras que el barro alto se usaba para cántaros y ladrillos.

### Técnica de modelado

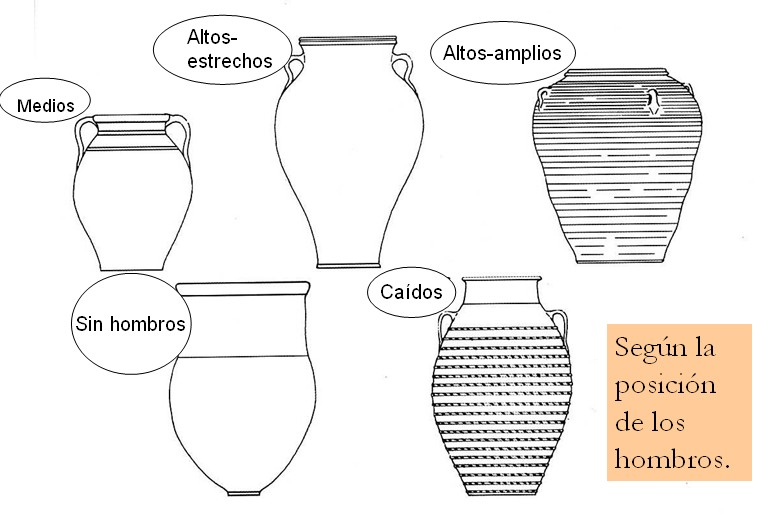
Cinco tipos de tinaja, según la posición de las asas en los hombros del cuerpo, en la tinajería española de origen romano y musulmán.

Lo más destacado en la elaboración de las tinajas era el proceso totalmente manual, sin torno (inútil dado el tamaño y envergadura de las piezas), por el método o técnica alfarera del urdido (modelado por urdido). La doctora Natacha Seseña describe los pasos de la fabricación, que se inicia sobre el abertín o sobre el banquillo, una plataforma de barro cocido que servirá de base o peana con su figura de tronco de cono invertido. Dando vueltas alrededor de ella, el tinajero irá levantando (urdiendo y echando vueltas) la pieza 'churro a churro' (cada uno de los rollos o largos y finos cilindros de barro que luego se irán uniendo). Lo primero en verse será la olla o panza, como media cáscara de huevo gigante, sobre la que se irá 'echando' la tabla o cuello, rematado en el rostro, o boca de la tinaja, y que en los ejemplares tradicionales de Lucena, termina en pico (como una 'boquita de piñón'). Ese remate inestable hacía necesario que para su instalación en almazaras y bodegas, la tinaja se enterrase o empotrase en el suelo o en estructuras resistentes de madera. Explica también Seseña que si la tinaja salía defectuosa y era inservible para su cometido, se reciclaba parte del recipiente cortándola a pico y aprovechándose como pila de lavar (una especie de cocio, tinajón o tintero) o pilón para dar de beber a los animales.

### El horno
Es la estructura más interesante, impresionante por su tamaño, capacidad y boca de carga capaz de admitir tinajas grandes. Los especialistas describen estos hornos como "construcciones de ladrillo refractario –unido y repellado con arcilla–, en forma de cubo (con tejadillo sobreelevado al exterior) y cilíndrica con su remate en cúpula de media naranja. El interior consta de varios niveles. El más bajo y semienterrado es la caldera comunicada al exterior por la boquina; dentro, un pequeño muro ayuda a sostener los arcos superiores y dispone de un pequeño espacio al fondo para cocer obra menuda (juguetes, pequeñas piezas). Sobre la caldera, de planta circular, se levanta la cámara, con amplia puerta de carga a nivel del suelo del patio. Arriba, en la capilla o cúpula del horno, se abren cinco respiraderos: el almofrez central y las cuatro piquera laterales.
Uno de los momentos más delicados y esforzados era el transporte e introducción de las tinajas grandes en el horno, operación hecha a pulso (toa a sangre, toa a mano), tan solo con la ayuda de una gruesa soga de esparto con varios cabos, la manija, sostenida por varios hombres a la vez. En el horno se colocaban con las bocas hacia abajo, rellenando los espacios entre las tinajas con vasijas o piezas más pequeñas. En su origen, el combustible fue leña de olivo.

### El vidriado interior
Si bien, antiguamente, el interior de la tinaja se curaba con "pez rubia" (un tipo de brea), desde principios del siglo XX se vidriaron el interior de la tinaja, los labios y el cuello con un barniz compuesto por alcohol de hoja de Linares (sulfuro de plomo) y tierra, que le daban a la pieza una apariencia de melado resistente, luminoso y dorado. La operación es muy delicada y ha de hacerse con rapidez para que no se corte la tinaja con la humedad excesiva del barniz. Para comprobar si se habían vitrificado se introducía en la vasija "un corcho con un alambre que, al prenderse, delataba el punto de vedrío. Otros útiles relacionados con este proceso eran la almágena (un gran lebrillo para diluir el plomo molido) y la cuba (cubo de hojalata). Para aplicar el barniz se usaba un escobín de palmito o algo similar.

### Los utensilios
La tradición oral ha dejado también noticia del arte tinajero como ese refrán con aire de copla en el que se enumeran los utensilios para la fabricación de estas primitivas gigantas de barro: 

Si quieres niña saber
 los trastes de un tinajero
 apunta niña: la palilla,
el pico, el masuelo y la zapatilla.

Siendo la palilla una paleta con mango largo y más gruesa en uno de sus extremos, y la palilla y la media palilla otras paletas de ayuda par afinar bordes, regular el grosor y otros detalles de trabajo fino. También se usaba media hoz como cuchilla para recortes y retoques en seco, y si ya estaba muy seca la pieza se recurría al pico (piqueta de hierro). La zapatilla, como la alpañata o los trapos o tiras de cuero, badana o cordobán, se usaban para afinar los bordes y sacar lustre a la vasija.

### Secado
El capítulo más largo y dilatado del proceso de fabricación de una tinaja son sus distintos periodos de secado, debido al gran volumen de la pieza. Ya mientras se modela, hay que ir esperando (entre un día y una semana) a que cuaje cada etapa, de modo que las paredes que se van levantando sean capaces de sostener una nueva labor. Las tinajas grandes necesitaban unas siete labores con tres o cuatro paradas para las tirás
En el calendario católico andaluz, el modelado y secado se alargaban desde finales del mes de octubre o comienzos de noviembre, y no culminaba hasta San Antonio, en el mes de junio del siguiente año (permaneciendo a la sombra en el mismo lugar donde se había levantado la pieza); y aun pasaría un tiempo antes de un último secado al sol el mismo día en que se vidriaba, junto antes de introducirla en el horno para cocerla. Momento que solía coincidir con la festividad de la virgen del Carmen (el 16 de julio).

## Hermanas pequeñas
No menos típicas de la alfarería lucentina son las orzas de matanza de las que se llegan a diferenciar siete tamaños, cada uno con su denominación propia: arrobera, cuartillera, pastoril, perrenga grande, perrenga chica, orza chica y levaudera; todas ellas vidriadas, de perfil panzudo y con dos asas y borde resaltado, decoradas con una cenefa vegetal (las más pequeñas) o un ramo (las grandes). El dibujo, estilizado y bello, por sencillo, se consigue con verde de cobre, manganeso marrón y ocre.